# Унцукуль
Унцукуль (авар. Унсо́коло) — село, входит в состав Унцукульского района Республики Дагестан. До апреля 2016 года — административный центр Унцукульского района.

## География
Расположен в 10 км (по дорогам) северо-западнее районного центра посёлка Шамилькала. Находится в восточном склоне Бетлинского хребта, на левом берегу Аварского Койсу, на площади более 300 га. Высота над уровнем моря составляет 850 метров. Расстояние от селения Унцукуль по наикратчайшей дороге через Гимринский автодорожный тоннель составляет: до столицы Дагестана — города Махачкала — 78 км, до ближайшего аэропорта «Уйташ» около г. Каспийска — 100 км, до ближайшей станции железной дороги в г. Буйнакск — 38 км, до федеральной трассы М-29 «Кавказ» — 78 км.

## История
Унцукуль был центром вольного общества Койсубу (по-аварски Хиндалал).
В 1850 году в Унцукуле было до 800 дворов.
Селение Унцукуль известен как центр художественной насечки металлом по дереву. Это очень редкая разновидность художественного ремесла. Истоки её уходят в далекое прошлое в 17--18 века.  
Пока до сих пор не выяснено происхождение местного мастерства. Е. М. Шиллинг считал, что насечка металлом по дереву ведет своё происхождение от инкрустации по металлу, и что при этом имелся промежуточный этап инкрустации деревом по камню, что делалось с архитектурными целями. Для раннего периода творчества унцукульских мастеров характерно изготовление предметов быта из кизилового дерева, украшенных художественной насечкой. Позднее мастера стали украшать орнаментальной насечкой металлом декоративные трости, начали появляться художественные трубки, табакерки, шкатулки, трости, палки, чернильные наборы.
Если до конца XIX века рынком сбыта продукции были такие центры как Кавказские Минеральные воды, Ростов, Царицын, Астрахань, то уже в начале XX века унцукульские изделия с насечкой экспортируют за границу. В те далекие годы унцукулец Магомед Юсупов открыл свою мастерскую даже в Вашингтоне. Предметы, изготовленные им, имели небывалый успех. Изделия 15-ти унцукульских мастеров приобрели на Всемирной выставке в 1900 году в Париже такую популярность, что во Франции и Англии в то время были открыты специальные мастерские. Новые нетрадиционные вещи в Унцукуле стали делать с 1921 г., когда в подарок В. И. Ленину от всего Дагестана два мастера Н. Ханбудаев и М. Кебедов изготовили письменный прибор, на котором орнамент был подобран с большим вкусом. Поиски нового привели к появлению оригинальных по форме и очень красочных по орнаментации ступок, ваз, ковшей, даже телефонного аппарата, деревянных плакеток с изображением фантастических птиц и животных. В 1929 году в Унцукуле была создана промысловая артель, которая в 1958 году была преобразована в фабрику художественных изделий. Свою продукцию унцукульцы неоднократно показывали на выставках во Франции, США, Бельгии, в частности в 1937 году работы унцукульских мастеров экспонировались на Всемирной выставке в Париже и получили золотую медаль и диплом первой степени. Но и сегодня унцукульские изделия из ценных пород дерева с насечкой и инкрустацией мельхиором выполнены в древнейших уникальных традициях народных промыслов. В основе унцукульского орнаментального рисунка лежит четко фиксированная, стойкая композиционная структура, получившая название «ишан» (узор, знак). Характерной особенностью орнамента является адресная принадлежность тех или иных композиционных мотивов мастерам этого промысла. Нередко на унцукульском изделии присутствует древний символ — солярный знак. Сверкающие серебром на темной поверхности полированного, с великолепной текстурой, дерева традиционные узоры геометрического и растительного орнамента придают изделиям неповторимую красоту, уникальность, царственную роскошь и благородство. По красоте, изысканности и в то же время простоте и лаконичности декоративных средств, а также остроумной смелости и незатейливости технических приёмов унцукульская насечка является единственным в своем роде явлением в декоративном искусстве.

## Население
| 1888  | 1895  | 1926  | 1939  | 1959  | 1970  | 1979  |
| ----- | ----- | ----- | ----- | ----- | ----- | ----- |
| 2176  | ↘2089 | ↗2315 | ↗2605 | ↗2636 | ↗3284 | ↗3507 |
| 1989  | 2002  | 2010  | 2021  |       |       |       |
| ↗3879 | ↗5523 | ↗6274 | ↗6641 |       |       |       |

## Известные уроженцы
- Ахмедов, Газимагомед Ахмедович (1952—2017) — советский и российский самбист и дзюдоист, тренер по самбо, мастер спорта СССР, заслуженный тренер Российской Федерации.
- Дахадаев Магомед-Али (Махач) (1882—1918) — дагестанский революционный деятель, в честь которого город Порт-Петровск переименован в Махачкалу.
- Кусалаева (Магаева), Патимат Абдурахмановна — Народная артистка Дагестана.